# Exomalopsis trifasciata
Exomalopsis trifasciata är en biart som beskrevs av Juan Brèthes 1910. Exomalopsis trifasciata ingår i släktet Exomalopsis och familjen långtungebin. Inga underarter finns listade i Catalogue of Life.